# Gyrinus rockinghamensis
Gyrinus rockinghamensis är en skalbaggsart som beskrevs av Leconte 1868. Gyrinus rockinghamensis ingår i släktet Gyrinus och familjen virvelbaggar. Inga underarter finns listade i Catalogue of Life.